# Mycosphaerella pseudomarksii
Mycosphaerella pseudomarksii är en svampart som beskrevs av Cheew., K.D. Hyde & Crous 2008. Mycosphaerella pseudomarksii ingår i släktet Mycosphaerella och familjen Mycosphaerellaceae.   Inga underarter finns listade i Catalogue of Life.